# Затяган Йосип Іванович
Йосип Іванович Затяган (1914–1994) — радянський український державний діяч, учасник розбудови туристичної сфери.

## Освіта
Закінчив Вищу дипломатичну школу МЗС СРСР

## Трудова діяльність
Працював у системі народної освіти на Чернігівщині, на партійній роботі у Києві. Член КПРС.
У червні 1964—1974 — начальник Управління по іноземному туризму при Раді Міністрів УРСР.
У цей період побудовані у Києві готелі «Дніпро», Либідь", «Русь», мотель-кемпінг «Пролісок», щорічна кількість іноземних туристів у республіці перевищила 500 тис..

## Нагороди, почесні звання
Нагороджений двома орденами Трудового Червоного Прапора (.09.1966)